# Publius Aelius Honoratus
Publius Aelius Honoratus war ein im 2. oder 3. Jahrhundert n. Chr. lebender Angehöriger des römischen Ritterstandes (Eques).
Durch eine Inschrift, die beim Kastell Inlăceni gefunden wurde und die auf 151/250 datiert wird, ist belegt, dass Honoratus Präfekt der Cohors IIII Hispanorum war. Er stammte aus Rom (domo Roma).